# Hal Roth
Hal Roth, noto anche con lo pseudonimo Scott Arden (Pasadena, 1946), è un regista statunitense famoso per aver girato numerosi film pornografici gay.

## Biografia
Hal Roth nacque nel 1946 a Pasadena, in California, da due membri della United States Navy. Durante gli studi superiori conobbe Bill Haggerty, con cui in seguito avrebbe lavorato nell'ambiente cinematografico, e decise di diventare fotografo. Dopo la laurea si trasferì a Los Angeles, dove iniziò una relazione sentimentale con un portoricano; relazione che terminò quando Roth decise di entrare nel business della pornografia.
Abbandonata l'idea di fare il fotografo, Roth si dedicò quasi completamente all'attività di regista di film porno per omosessuali. Grande frequentatore di Bob Mizer, fu uno dei primi ad usare nei suoi film attori di colore.

## Filmografia
- Black and Proud 1 (1984)
- Black Workout (1984)
- California Jackoff (1984)
- Salt & Pepper Boys (1984)
- Solo Guys (1985)
- Black Sex Party (1986)
- Black Workout (1986)
- The Spanking Master (1989)
- Black Champions (1990)
- Bound to Please - Volume 1 (1990)
- Hollywood Hunks (1990)
- All the Way In (1991)
- Black Salsa (1991)
- Black Workout 3 (1991)
- Blond Jackoff (1991)
- Bound to Please - Volume 2 (1991)
- Bound to Please - Volume 3 (1991)
- Bound to Please - Volume 4 (1991)
- Interview - Volume 3 (1991)
- Jackoff Champs (1991)
- Jackoff Giants (1991)
- Black and Hung 2 (1992)
- Come Clean (1992)
- Interview - Volume 4 (1992)
- Latin Jackoff (1992)
- The Spanking Master 2 (1992)
- Latin Power (1993)
- Black and Horny (1994)
- Club Pleasure (1994)
- The Spanking Master 3 (1994)
- Black Workout 5 (1995)
- Black Workout 6 (1995)
- Get It On (1995)
- Hidden Agenda (1995)
- Black Workout 7 (1996)
- The Spanking Master 4 (1996)
- Black Workout 8 (1997)
- Hard Workout (1997)
- Black Workout 9 (1998)
- Black Workout 10 (1999)
- California's Golden Boys (2006)